# Saison 3 des 4400
Chronologie
Saison 2 Saison 4
Cet article présente le guide des épisodes de la troisième saison de la série télévisée Les 4400.

## Épisodes

### Épisode 1:Une nouvelle ère -1repartie
- États-Unis : 11 juin 2006 sur USA Network
- France : 13 janvier 2007 sur M6
- Québec : 23 janvier 2008 sur Mystère

- États-Unis : 4,2 millions de téléspectateurs[1] (première diffusion)

### Épisode 2:Une nouvelle ère -2epartie
- États-Unis : 11 juin 2006 sur USA Network
- France : 13 janvier 2007 sur M6

- États-Unis : 4,2 millions de téléspectateurs[1] (première diffusion)

Sharif Atkins : Gary Navarro

### Épisode 3:Copie presque conforme
- États-Unis : 18 juin 2006 sur USA Network
- France : 20 janvier 2007 sur M6

- États-Unis : 3,11 millions de téléspectateurs[2] (première diffusion)

### Épisode 4:Disparus -1repartie
- États-Unis : 25 juin 2006 sur USA Network
- France : 27 janvier 2007 sur M6

### Épisode 5:Disparus -2epartie
- États-Unis : 2 juillet 2006 sur USA Network
- France : 3 février 2007 sur M6

### Épisode 6:L'Ange de la mort
- États-Unis : 9 juillet 2006 sur USA Network
- France : 10 février 2007 sur M6

- États-Unis : 3,3 millions de téléspectateurs[3] (première diffusion)

### Épisode 7:Les Fugitifs
- États-Unis : 16 juillet 2006 sur USA Network
- France : 17 février 2007 sur M6

- États-Unis : 3,3 millions de téléspectateurs[4] (première diffusion)

### Épisode 8:Blink
- États-Unis : 23 juillet 2006 sur USA Network
- France : 24 février 2007 sur M6

### Épisode 9:L'Expérience interdite
- États-Unis : 30 juillet 2006 sur USA Network
- France : 3 mars 2007 sur M6

### Épisode 10:Unité d'élite
- États-Unis : 6 août 2006 sur USA Network
- France : 10 mars 2007 sur M6

### Épisode 11:Résurrection
- États-Unis : 13 août 2006 sur USA Network
- France : 10 mars 2007 sur M6

### Épisode 12:La Bataille du futur... -1repartie
- États-Unis : 20 août 2006 sur USA Network
- France : 17 mars 2007 sur M6
- Québec : 5 mars 2008 sur Mystère[5]

### Épisode 13:...Sera menée dans le passé -2epartie
- États-Unis : 27 août 2006 sur USA Network
- France : 17 mars 2007 sur M6

- États-Unis : 2,95 millions de téléspectateurs[6] (première diffusion)